# 光果黄花木
光果黄花木（学名：Piptanthus nepalensis f. leiocarpus）为豆科黄花木属尼泊尔黄花木下的一个变型。

## 扩展阅读
- 維基物種上的相關：光果黄花木